# Berner Zeitung
La Berner Zeitung (littéralement le Journal bernois), en abrégé BZ, est un quotidien suisse de langue allemande édité à Berne. La Berner Zeitung est issue de la fusion entre les journaux Berner Nachrichten et Berner Tagblatt. Le premier numéro est paru le 3 janvier 1979.

## Description
Avec un tirage de 165 700 exemplaires, c’est le quatrième quotidien de Suisse.
La Berner Zeitung appartient à 51 % au groupe de presse bernois « Espace Media Groupe » et pour 49 % au groupe zurichois Tamedia SA. Le rédacteur en chef est Markus Eisenhut.
Depuis 2018, les rubriques Suisse, monde, économie et sport sont communes à tous les quotidiens de même langue du groupe Tamedia.
Les rédactions du Bund et de la Berner Zeitung fusionnent en 2021,.

### Tirage
- 2022 : 104 976 exemplaires[4]
- 2020 : 114 377 exemplaires[réf. souhaitée]
- 2002 : 162 200 exemplaires (pour les quatre éditions locales et trois éditions spéciales)[5]